# Барсовий (заказник)
Барсовий е държавен зоологически заказник намиращ се в югозападната част на Приморския край близо до границата с Китай. Създаден е през 1979 г., има площ от 106 000 ha.
Голяма част от територията му представлява ниски планински хребети прорязани от речни долини, обширни скални масиви и плата обрасли с дървесна и храстовидна растителност. Преобладават вторични широколистни гори, но в западната му част са запазени девствени първични лесове. Главния охраняван вид тук е амурският леопард.
На територията на резервата растат много редки и застрашени от изчезване видове висши растения. Тук гнездят около 150 вида птици (15 от тях са редки и изчезващи видове), а десетки други преминават през него или остават извество време по време на своята миграция.
Поради тези причини заказника има важна роля в охраната на флората и фауната в тази част на Русия и не отстъпва по значение на съседния на него резерват Кедровая Пад.
На територията на заказника е забранен лова на всички видове животни, промишления риболов и извличането на полезни изкопаеми. В същото време е разрешен спортния риболов и събирането на растения и билки. На територията на заказника се намират няколко малки населени места и военен полигон.
През октомври 2008 г. със заповед на министър-председателя на Русия Владимир Путин заказникът е включен в нов, по-голям. Заедно със заказника Борисовское плато образуват заказник с името Леопардовий.